# Ben Tulett
Ben Tulett   (Sevenoaks, 26 d'agost de 2001) és un ciclista anglès, professional des del 2020, quan fitxà per l'equip Alpecin-Fenix; i el 2022 per l'Ineos Grenadiers. En el seu palmarès destaca la victòria a la Volta a Noruega de 2023. Actualment corre amb el Team Visma-Lease a Bike, equip pel qual fitxà el 2024.
Combina el ciclisme en ruta amb el ciclocròs, especialitat en la qual guanyà el campionat del món júnior el 2019.

## Palmarès en ruta
- 2018
  -  Campionat del Regne Unit en ruta júnior
  - 1r al Junior Tour of Wales
- 2022
  - Vencedor d'una etapa a la Setmana Internacional de Coppi i Bartali
- 2023
  - 1r a la Volta a Noruega i vencedor d'una etapa
- 2025
  - 1r a la Setmana Internacional de Coppi i Bartali i vencedor d'una etapa

### Resultats al Giro d'Itàlia
- 2022. 36è de la classificació general

## Palmarès en ciclocròs
- 2017-2018
  -  Campió del món de ciclocròs júnior
- 2018-2019
  -  Campió del món de ciclocròs júnior
  -  Campió del Regne Unit de ciclocròs júnior
- 2019-2020
  -  Campió del Regne Unit de ciclocròs sub-23